# Musashi (roman)
Pour les articles homonymes, voir Musashi.
Musashi (宮本武蔵, Miyamoto Musashi) est un roman japonais écrit par Eiji Yoshikawa sur la vie du samouraï Miyamoto Musashi (1584-1645), un célèbre escrimeur.
Le roman est paru initialement sous la forme d'un feuilleton entre 1935 et 1939 dans le quotidien Asahi Shinbun. Il a été traduit en français en 1983 et publié en deux tomes :
- La Pierre et le Sabre ;
- La Parfaite Lumière.

Différentes adaptations pour la télévision, le cinéma et en bandes dessinées ont été réalisées, notamment :
- La Légende de Musashi (1954), Duel à Ichijoji (1955) et La Voie de la lumière (1956), une trilogie de Hiroshi Inagaki avec Toshirō Mifune dans le rôle de Musashi ;
- Vagabond, un manga de Takehiko Inoue débuté en 1998.